# Fred Borchelt
Fred Borchelt, född den 12 juni 1954 i Staten Island, New York, är en amerikansk roddare.
Han tog OS-silver i åtta med styrman i samband med de olympiska roddtävlingarna 1984 i Los Angeles.